# Acanthispa tarsata
Acanthispa tarsata es un coleóptero de la familia Chrysomelidae. Fue descrita en 1864 por Joseph Sugar Baly como Acanthodes tarsata.